# Vanzago
Vanzago ist eine Gemeinde mit 9364 Einwohnern (Stand 31. Dezember 2023) in der Metropolitanstadt Mailand, Region Lombardei.
Die Nachbarorte von Vanzago sind Pogliano Milanese, Pregnana Milanese, Arluno und Sedriano.

## Geschichte
Erste Anzeichen auf eine Siedlung gehen auf das Jahr 864 n. Chr. zurück. Die Umgebung ist landwirtschaftlich geprägt und es wohnten vornehmlich Landarbeiter und Landwirte in Vanzago. Doch seit 30 Jahren ist der Ort durch den Zuzug der Mailänder Bevölkerung geprägt. Hauptgrund für den Wohnortwechsel ist die naturbelassene Umgebung.

## Bevölkerungsentwicklung
Vanzago zählt 3057 Privathaushalte. Zwischen 1991 und 2001 stieg die Einwohnerzahl von 5668 auf 6783. Dies entspricht einem prozentualen Zuwachs von 16,1 %. Aufgrund der Nähe zur Großstadt Mailand siedelten sich in den letzten 30 Jahren viele neue Bewohner an. Mit öffentlichen Nahverkehrsmitteln ist Mailand schnell und komfortabel zu erreichen.